# Bakenrenef
Bakenrenef, též Bokchóris či Vahkare, byl posledním egyptským faraonem 24. dynastie. Vládl přibližně v letech 719/717–714/712 př. n. l.
Na trůn nastoupil po svém otci Tefnachtovi, který kolem roku 730 př. n. l. sjednotil Dolní Egypt, který byl před ním rozdroben na velké množství malých států. Ačkoli Tefnacht měl dost velkou sílu nato, aby pod svou mocí sjednotil celý Egypt, Bakenenref pouze bránil území, jež zdědil, nakonec bránil dokonce jenom svoje hlavní město Sau. Jeho vláda, o které příliš mnoho nevíme, skončila poté, co prohrál v bitvě proti Núbijcům a padl do jejich zajetí. Podle historika Manehta jej núbijský král nechal zaživa upálit. Tím začala vláda núbijských králů v Egyptě.
Bakenrenefovi je připisován důležitý právní dokument, zákon o smlouvách, podle něhož byl zproštěn dluhu ten, kdo žádný závazek nepodepsal a složil v této věci přísahu.